# Antonio Moresco
Antonio Moresco (Mantova, 30 ottobre 1947) è uno scrittore, saggista e drammaturgo italiano.

## Biografia
Dopo un'infanzia trascorsa in un collegio religioso e la militanza nella sinistra extraparlamentare (entrambe narrate nelle prime due parti del romanzo Gli esordi), verso la fine degli anni settanta ha intrapreso un apprendistato letterario, protrattosi per quindici anni e terminato nel 1993 con la pubblicazione dei tre racconti di Clandestinità. Nel 1995 pubblica il romanzo breve La cipolla, che insieme al libro precedente sarà ristampato anni dopo nel volume Il combattimento (2012).
I suoi romanzi, dopo essere stati rifiutati da numerosi editori, hanno trovato diffusione solo col procedere della sua carriera letteraria, che culmina con la trilogia dal titolo Giochi dell'eternità. La trilogia comprende Gli esordi (pubblicato da Feltrinelli nel 1998 e riedito da Mondadori nel 2011), Canti del caos (che dopo una complessa storia editoriale, con la prima parte edita da Feltrinelli nel 2001 e la seconda da Rizzoli nel 2003, viene pubblicato in versione completa da Mondadori nel 2009) e Gli increati (2015).
Tra gli altri scritti principali, vi è la raccolta di lettere non spedite Lettere a nessuno (1997, ripubblicata con ampie aggiunte nel 2008), che documenta i suoi difficili rapporti con l'industria letteraria, la breve biografia Zio Demostene (2005, poi ampliata e ripubblicata con il titolo I randagi) e il romanzo Gli incendiati (2010), affine per contenuti e stile ai romanzi della trilogia. Con Le favole della Maria (2007) ha vinto il Premio Andersen 2008 per la sezione "Miglior libro 6/9 anni". Nel 2013 pubblica La lucina, a cui segue nel 2014 Fiaba d'amore.
Nel 1999 ha fatto parte della giuria del Premio Italo Calvino. Il suo libro L'addio, del 2016, è stato segnalato al Premio Strega da Daria Bignardi e Tiziano Scarpa.
È attivo anche come animatore culturale: nel novembre del 2001, con Dario Voltolini, ha organizzato un incontro-confronto tra scrittori e intellettuali dal titolo Scrivere sul fronte occidentale; sempre con Voltolini ha poi curato, per Feltrinelli, nel 2002, l'antologia scaturita da quell'incontro, che porta lo stesso titolo. Nel 2003 è stato tra i fondatori del blog collettivo Nazione Indiana (sua è l'idea del nome), da cui è fuoriuscito con altri membri nel 2005 per fondare la rivista telematica e cartacea Il primo amore.
Risale al 2011 l'esperienza di Cammina cammina, un percorso a piedi da Milano a Napoli Scampia, durato 44 giorni, da cui è tratto un testo pubblicato nell'omonimo libro. L'anno successivo, dopo il cammino Stella d'Italia, al quale partecipano più di 1000 persone, pubblica il volume Stella d'Italia. A piedi per ricucire il Paese. Nel 2013 partecipa a Freccia d'Europa percorrendo con altri camminatori più di 1170 chilometri, da Mantova a Strasburgo, per consegnare al Parlamento Europeo un messaggio elaborato durante il cammino. Nel 2014 fonda l'associazione Repubblica Nomade, dopo 15 giorni di cammino attraverso la Sicilia.

## Opere

### Romanzi
- La cipolla, Bollati Boringhieri, Torino, 1995
- Gli esordi, Feltrinelli, Milano, 1998
- Canti del caos, Feltrinelli, Milano, 2001
- Canti del caos – Seconda parte, Rizzoli, Milano, 2003
- Zio Demostene, Effigie, Milano, 2005 - riedito da Mondadori nel 2014 in edizione estesa e con il titolo I randagi
- Canti del caos, Mondadori, Milano, 2009 - edizione completa
- Gli incendiati, Mondadori, Milano, 2010 ISBN 9788804601319
- La lucina, Mondadori, Milano 2013 ISBN 9788804636434
- Fiaba d'amore, Mondadori, Milano 2014 ISBN 9788804638582
- Gli increati, Mondadori, Milano 2015 ISBN 9788804650317
- L'addio, Giunti, Firenze 2016 ISBN 9788809828025
- Canto di D'Arco, Società Editrice Milanese, Milano 2019 ISBN 9788893902151
- Canto degli alberi, Aboca, Sansepolcro 2020 ISBN 9788855230599
- Chisciotte, Società Editrice Milanese, Milano 2020 ISBN 9788893902861
- Stelle in gola, Società Editrice Milanese, Milano, 2021 ISBN 9788893903790
- Diario del caos, Wojtek, Napoli, 2022 ISBN 9788831476300
- Canto del buio e della luce, Feltrinelli, Milano, 2024 ISBN 9788807035968

### Racconti
- Clandestinità, Bollati Boringhieri, Torino, 1993
- Blu, racconto breve contenuto in «Passaggi», n. 3 (1998), pp. 5-6
- Storia d'amore e di specchi. Una favola, Portofranco, L'Aquila, 2000
- Le favole della Maria, Einaudi, Torino, 2007
- Il combattimento, Mondadori, Milano, 2012 - contiene il romanzo breve La cipolla e quattro racconti, Clandestinità, La camera blu, La buca e Il re
- Tutto d'un fiato, Mondadori, Milano, 2013
- Piccola fiaba un po' da ridere e un po' da piangere, Rrose Sélavy, Tolentino, 2015
- Fiabe, con disegni di Nicola Samorì, Società Editrice Milanese, Milano 2017 ISBN 9788893900331
- Otto preghierine per una nuova vita, Scuola di Urbino, Urbino, 2012 - illustrazioni di Giuliano Della Casa
- Fiaba Bianca, Rizzoli Lizard, Milano, 2018 ISBN 9788817101905 - illustrazioni di Nina Bunjevac
- Il sogno del cammino. Pensieri per oltrepassare i nostri confini, Aboca Edizioni, Milano, 2022 ISBN 9788855231879
- Il finimondo, Tetra, Viterbo, 2022 ISBN 9791280917102

### Teatro
- La santa, Bollati Boringhieri, Torino, 2000
- Merda e luce, Effigie, Milano, 2006 ISBN 9788889416440
- Sacra follia. Il buio. Passione e morte di un burattino, Luca Sossella Editore, Milano, 2024 ISBN 9791259980694

### Saggi
- Lettere a nessuno, Bollati Boringhieri, Torino, 1997 - riedito con aggiunte da Einaudi nel 2008
- La visione. Conversazione con Carla Benedetti, Libri Scheiwiller, Milano, 2009
- Il vulcano, Bollati Boringhieri, Torino, 1999
- L'invasione, Rizzoli, Milano, 2002
- Lo sbrego, Rizzoli, Milano, 2005
- Scritti di viaggio, di combattimento e di sogno, Fanucci, Roma, 2005
- Don Chisciotte e la risoluta voluttà del sogno, Tre Lune, Mantova, 2006
- Zingari di merda, Effigie, Milano, 2008
- La parete di luce, Effigie, Milano, 2011
- (curatore) Stella d'Italia. A piedi per ricucire il Paese, Mondadori, Milano, 2013
- Scritti insurrezionali, Effigie, Milano, 2014
- Il fronteggiatore, Bompiani, Milano, 2017 ISBN 9788845294754 - con Susi Pietri
- L'adorazione e la lotta, Mondadori, Milano, 2018 ISBN 9788804685623
- La mia città, Nottetempo, Roma, 2018 ISBN 9788874527250 - illustrazioni di Giuliano Della Casa
- Il grido, Società Editrice Milanese, Milano, 2018 ISBN 9788893901154 - riedito da Feltrinelli nel 2024 con il titolo La specie folle ISBN 9788807899317
- La Vita nova di Dante, Il Saggiatore, Milano, 2021 ISBN 9788842829614
- Dentro lo stesso sogno. Conversazioni, Wojtek, Napoli, 2024 ISBN 9788831476485 - con Mircea Cartarescu
- Lettera d'amore a Giacomo Leopardi, Solferino, Milano, 2025 ISBN 9788828216919

### Fumetti e graphic novels
- La lucina, Feltrinelli, Milano 2024 ISBN 9788807551550 - con Grégory Panaccione

### Collaborazioni
- Controinsurrezioni, Mondadori, Milano, 2008 - con Valerio Evangelisti
- Camminare da solo, di notte (CD musicale), AMS records, 2019 - con Fabio Zuffanti
- Giorgio Bertani editore ribelle (libro e docufilm), Milieu edizioni con Marc Tibaldi e Carlo Rovelli

## Premi e riconoscimenti
Per Le favole della Maria:
- Premio Andersen (2008)[9]

Per La lucina:
- Premio Castiglioncello Narrativa (2013)[10]
- Premio Volponi (2013)[11][12]
- Premio Tropea (2014)[13]
- Finalista al Premio Bergamo (letteratura) (2014)[14][15]

Per la raccolta di racconti Clandestinità
- Finalista al Premio Bergamo 1994[16]